# Philippe Gougler
Philippe Gougler, né le 24 mars 1965[réf. nécessaire], est un journaliste, animateur de télévision et de radio, et réalisateur français, originaire de Besançon (Doubs)[réf. nécessaire].
À partir de 1986, il anime des quotidiennes sur différentes stations de radio du réseau France Bleu, avant d'entrer à France 3 Nord-Pas-de-Calais en 1992. Depuis 2011, il présente la série documentaire Des trains pas comme les autres sur France 5, et Au p'tit bonheur la France sur Planète+ Thalassa. En parallèle, depuis 2014, il reprend la présentation du magazine Faut pas rêver sur France 3. Puis il anime une émission de voyage sur la radio Europe 1, « Et si on partait ? », tous les jours de la semaine entre 10h30 et 12h.

## Biographie
Originaire de Besançon, Philippe Gougler suit des études scientifiques et décroche une maîtrise d'informatique et une licence d'astronomie. Mais il s'oriente vers le journalisme en intégrant la radio libre RVF puis Radio France Besançon où il présente la tranche 6-9 h.
De 1987 à 1988, il fait ses premiers pas à la télévision sur France 3 Bourgogne Franche-Comté comme producteur et animateur du jeu Le Grand Labyrinthe. Il présente la matinale sur Sud Radio de 1988 à 1989, puis une quotidienne sur le voyage sur Radio France Isère de 1989 à 1990. Enfin il donne la parole aux auditeurs dans une quotidienne de Radio France Fréquence Nord de 1990 à 1993.
En 1992, il entre à France 3 Nord-Pas-de-Calais où il présente le journal quotidien Midi 3 jusqu'en 1996. Il est ensuite à la fois sur France 3 national et sa déclinaison locale jusqu'à son départ en 2010. De 2001 à 2003, il est également présent sur Match TV.
En 2008, il présente le magazine Science, on tourne sur France 2, mais l'émission s'arrête quelques mois plus tard, faute d’audience.
En 2011, il reprend la réalisation et la présentation sur France 5 de la série documentaire Des trains pas comme les autres, créée en 1986. Il devient alors le globe-trotter d'une émission qu'il regardait lorsqu'il était jeune. La même année, il se met à animer Au p'tit bonheur la France, un programme où il part à la rencontre de Français surprenants, diffusé sur France 3 et Planète+ Thalassa.
À la rentrée 2014, il remplace Tania Young à la présentation du magazine Faut pas rêver sur France 3. En 2017, Carolina de Salvo le rejoint à la présentation.

## Émissions de télévision
- 2008 : Science, on tourne sur France 2
- Depuis 2011 : Des trains pas comme les autres sur France 5[7]
- Depuis 2011 : Au p'tit bonheur la France sur Planète+ Thalassa et France 3
- Depuis 2014 : Faut pas rêver sur France 3

## Téléfilm
- 2019 : Meurtres dans le Jura d'Éric Duret (rôle du maire Roland Chevalier)